# Halowe Mistrzostwa Europy w Lekkoatletyce 1970 – skok wzwyż kobiet
Skok wzwyż kobiet – jedna z konkurencji technicznych rozgrywanych podczas halowych lekkoatletycznych mistrzostw Europy w hali Stadthalle w Wiedniu. Rozegrano od razu finał 15 marca 1970. Zwyciężyła reprezentantka Austrii Ilona Gusenbauer, która ustanowiła nieoficjalny halowy rekord świata skokiem na wysokość 1,88 m. Tytułu zdobytego na poprzednich igrzyskach nie obroniła Rita Schmidt z Niemieckiej Republiki Demokratycznej, która tym razem zdobyła brązowy medal.

## Rezultaty
Rozegrano od razu finał, w którym wzięło udział 13 zawodniczek.

Opracowano na podstawie materiału źródłowego.
| Miejsce | Zawodniczka       | Wynik | Uwagi |
| ------- | ----------------- | ----- | ----- |
| 1       | Ilona Gusenbauer  | 1,88  | WR    |
| 2       | Cornelia Popescu  | 1,82  |       |
| 3       | Rita Schmidt      | 1,82  |       |
| 4       | Jordanka Błagoewa | 1,82  |       |
| 5       | Snežana Hrepevnik | 1,76  |       |
| 6       | Danuta Berezowska | 1,76  |       |
| 7       | Magdolna Komka    | 1,73  |       |
| 8       | Nina Bryncewa     | 1,73  |       |
| 9       | Danuta Konowska   | 1,73  |       |
| 10      | Kari Karlsen      | 1,73  |       |
| 11      | Maria Zielińska   | 1,73  |       |
| 12      | Ghislaine Barnay  | 1,70  |       |
| 13      | Renate Gärtner    | 1,65  |       |